# 2S1 Gvozdika
2S1 Gvozdika (ruski: 2С1 Гвоздика) je 122 mm samohodna haubica čiji je razvoj otpočeo 1967. godine u tadašnjem Sovjetskom Savezu. Serijska proizvodnja počela je 1971. godine, a prvi primjerci isporučeni su godinu dana kasnije. Samohodne haubice 2S1 raspoređene su u topničke divizijune iz sastava mehaniziranih pješadijskih pukovnija ruske vojske.

## Dizajn
U konstrukciji trupa korišten je veliki broj komponenti preuzet s oklopnog transportera MT-LB. Oklop je izrađen varenjem ploča pancirnog čelika maksimalne debljine 15 mm. Upravljački dio nalazi se u prednjem lijevom dijelu trupa, motorno-transmisijski dio naprijed desno, a borbeni dio u srednjem i zadnjem dijelu vozila.
Osnovno naoružanje predstavlja oružje 122 mm D-32, s cijevi dužine 35 kalibara, razvijena na osnovu tegljene haubice D-30. Polje djelovanja po pravcu je 360°, a po elevaciji od -3° do +70°. Standardni razorni projektil mase 21,6 kg se početnom brzinom od 686 m/s ispaljuje na domete do 15.200 m. Za protuoklopnu borbu koristi se kumulativni projektil mase 18,2 kg, koji probija 180 mm pancirnog čelika. Iz haubice se mogu ispaljivati i laserski vođeni projektili Kitolov-2. Maksimalna brzina gađanja je 4-5 granata u minuti, a u borbenom kompletu se nalazi ukupno 40 projektila.
Za pogon vozila se koristi vodom hlađeni V-8 dizelski motor JaMZ-238, koji razvija 220 kW (300 KS) pri 2100 okretaja u minuti. Vozilo ima amfibijske karakteristike, ali se pri svladavanju vodenih prepreka borbeni komplet mora smanjiti na 30 projektila, brzina riječnog toka mora biti manja od 0,6 m/s, a valovi ne smiju biti viši od 0,15 m. Standardne gusjenice su široke 0,4 m, ali se za kretanje po snijegu ili močvarnom terenu mogu koristiti posebne gusjenice širine 0,67 m.
Sredinom 2001. godine prikazana je modernizirana varijanta sustava 2S1, koja umjesto haubice 122 mm ima ugrađeno oružje 120 mm 2A80. Iz ovog oružja se ispaljuju razorne, kumulativne, samonavođene i kasetne granate, ali i standardne minobacačke mine kalibra 120 mm.
Hrvatska raspolaže s 9 jedinica koje su u zarobljene tijekom Domovinskog rata.

## Inačice

### Sovjetski savez (Rusija)
MT-LBuveća verzija MT-LB, ima duže tijelo i jači motor
UR-77 "Meteorit" (ustanovka razminirovaniya)vozilo za razminiravanje s kupolom s dva lansera raketa
RKhM "Kashalot" (razvedivatel’naya khimicheskaya mashina)vozilo za izviđanje i otkrivanje kemijskih prijetnji
- - RKhM-K - zapovjedno vozilo

### Poljska
2S1Mnadograđena verzija s amfibijskom opremom

### Rumunjska
Model 89rumunjska verzija koja koristi tijelo MLI-84

### Iran
Raad-1 (thunder)iranska verzija koja je napravljena na tijelu Boragh APC.

### Bugarska
BMP-23 (bojna mashina na pekhotata)borbeno oklopno vozilo s 23mm topom 2A14 i ATGM 9K11 "Maljutka" u dvočlanoj kupoli. Tijelo je bazirano na MT-LB, ali većina komponenti pripada 2S1 i ima 315 ks dizel motor.
- - BMP-23D - poboljšana verzija s 9K111 "Fagot" i bacačima dimne zavjese
  - BRM-23 - izviđačka verzija, prototip

BMP-30isto tijelo kao i kod BMP-23 ali s kupolom sa sovjetskog BMP-2. Samo 10 ih je izgrađeno.

### Sudan
Abu Fatmalicencirana verzija

## Korisnici
| - Alžir - Angola - Armenija - Azerbajdžan - Bjelorusija - Bosna i Hercegovina - Bugarska - Etiopija - Finska - Gruzija - Hrvatska - Irak - Iran - Jemen - Kazahstan | - Kuba - Kuvajt - Libija - Mađarska - Poljska - Rumunjska - Rusija - Sirija - Slovačka - Slovenija - Srbija - Ukrajina - Urugvaj - Uzbekistan - Vijetnam - Zimbabve |

### Bivši korisnici
- Češka
- Čehoslovačka
- Jugoslavija
- SSSR
- Srbija i Crna Gora